# نمازخانه گتسمانی
نمازخانه گتسمانی (ارمنی: Գեթսեմանի մատուռ؛ ) یک نمازخانه متعلق به کلیسای حواری ارمنی واقع در منطقه تاریخی شاهار ایروان (ناحیه کنترون کنونی)، شهر ایروان در کشور ارمنستان بود. ساخت و ساز این ساختمان در اواخر سده ۱۷ام میلادی؛ به پایان رسید. این بنا به سبک معماری ارمنی طراحی شده است.
این بنا در دهه ۱۹۲۰ برای ساخت تئاتر اپرای ایروان در جایی که امروزه به عنوان خیابان تومانیان شناخته می‌شود، تخریب شد.
نمازخانه گتسمانی در اواخر سده ۷ام بنا شد و جایگزین یک کلیسای گنبدی سده ۱۳ام شد که در جریان زمین‌لرزه ۱۶۷۹ ویران شده بود. با این حال، نمازخانه گتسمانی به شکل یک کلیسای تک شبستانی و بدون گنبد بود. اطراف آن را گورستان قدیمی ایروان احاطه کرده بود.
این بنا در سال ۱۹۰۱ با کمک مالی خانواده ثروتمند اهل ایروان، ملیک آقامالیان (ایساهاک و هوهانس)، به‌طور کامل بازسازی شد. این کلیسا سرانجام در دهه ۱۹۲۰ میلادی تخریب شد.

## نگارخانه

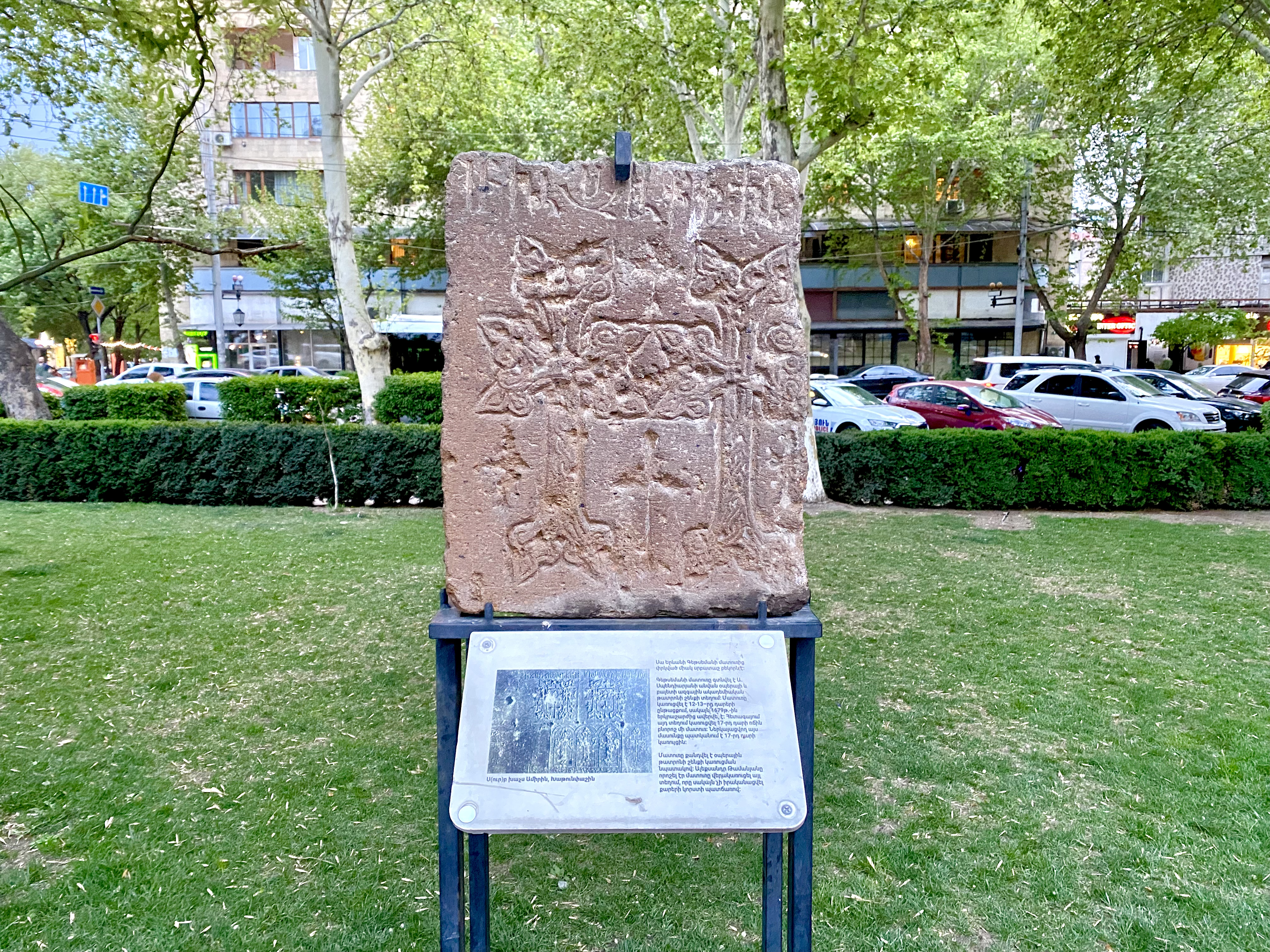
قطعه‌ای از نمازخانه گتسمانی
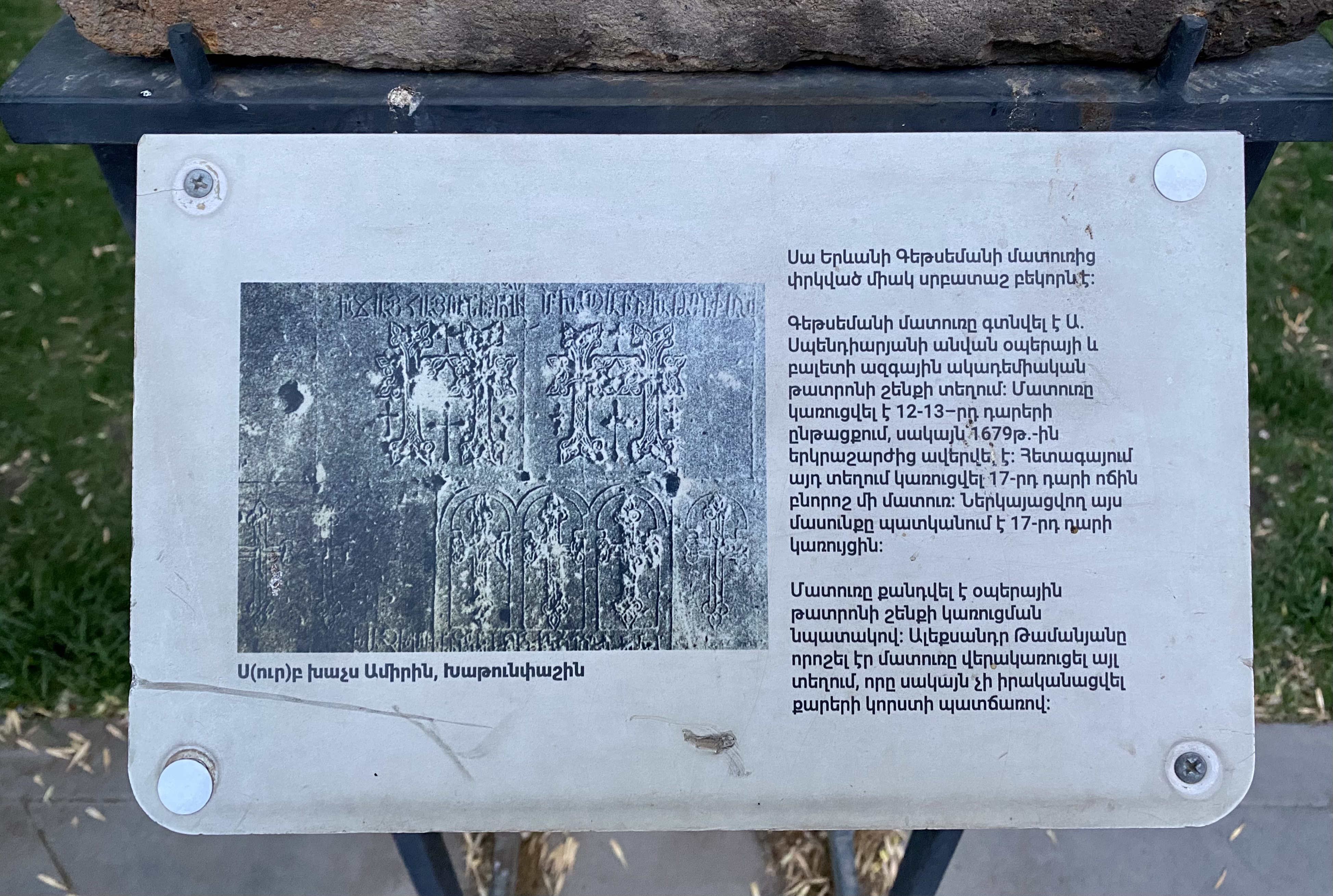
قطعه‌ای از نمازخانه گتسمانی